# Рядове
Рядове — село (до 2015 року — селище) в Україні, в Олександрійському районі Кіровоградської області. Входить до складу Петрівської селищної громади. Населення становить 506 осіб.
27 січня 2015 року Кіровоградська обласна рада віднесла селище Рядове до категорії сіл.

## Населення
Згідно з переписом УРСР 1989 року чисельність наявного населення селища становила 603 особи, з яких 270 чоловіків та 333 жінки.
За переписом населення України 2001 року в селищі мешкала 501 особа.

### Мова
Розподіл населення за рідною мовою за даними перепису 2001 року:
| Мова       | Відсоток |
| ---------- | -------- |
| українська | 91,90 %  |
| російська  | 7,71 %   |
| інші       | 0,39 %   |